# Canella Challenger 2005
Il Canella Challenger 2005 è stato un torneo di tennis facente parte della categoria ATP Challenger Series nell'ambito dell'ATP Challenger Series 2005. Il torneo si è giocato a Biella in Italia dal 27 giugno al 3 luglio 2005 su campi in terra rossa.

## Vincitori

### Singolare
Irakli Labadze ha battuto in finale  Carlos Berlocq con il punteggio di 7–6(4), 6–0

### Doppio
Gabriel Trifu /  Tom Vanhoudt hanno battuto in finale  Carlos Berlocq /  Ricardo Mello con il punteggio di 6–4, 4–6, 6–4